# Schubbige vezelkop
De schubbige vezelkop (Inocybe hystrix) is een schimmel behorend tot de familie Inocybaceae. Hij vormt ectomycorrhiza in bossen op vochtig leem en zand. groeit op de grond in loof-, minder naaldbossen, vooral in het gezelschap van haagbeuken, hazelaar, beuken, eiken en sparren. Vruchtlichamen groeien meestal alleen of in kleine groepen op bladafval tijdens de herfstmaanden In tegenstelling tot veel Inocybe-soorten, is Inocybe hystrix dicht bedekt met bruine schubben, een kenmerk dat helpt bij identificatie. De paddenstoel heeft ook een sperma geur die vooral opvalt wanneer de paddenstoel beschadigd of geplet wordt. Met zijn uiterlijk kan het verward worden met de gewone wolvezelkop (Inocybe lanuginosa).

## Kenmerken

### Uiterlijke kenmerken
Hoed
De hoed heeft een diameter van 3 tot 5,5 cm. Het hoedoppervlak is bedekt met gelijkmatig verdeelde dunne schubben. Deze dunne schubben vallen op met een donkerdere kleur van de beige achtergrond.
Lamellen
De lamellen zijn in het begin vrij helder, daarna wit tot dof bruin en hebben randen met franjes. De lamellen zijn dicht bij elkaar geplaatst.
Steel
De steel is 3 tot 9 cm lang en 0,5 tot 1 cm dik. Het is, min of meer cilindrisch en ongeveer even breed over de hele lengte. Het oppervlak is droog en dicht bedekt met schubben als op een hoed. Aanvankelijk zijn de schubben bedekt met een omhulsel, en voordat de schubben zich scheiden, verschijnen ze in het omhulsel - dan nemen ze een netvormige structuur aan en worden uiteindelijk duidelijk gescheiden, bruin op een lichte achtergrond, soms met een ringvormige zone die uit de sluier. De steel is alleen aan de bovenzijde berijpt.
Sporenprint
De sporenprint is kaneelbruin.
Geur en smaak
Het vlees is wit en heeft een zaadachtige geur en milde smaak. Dee soort is giftig.

### Microscopische kenmerken
De sporen zijn grofweg amandelvormig, glad, inamyloïde en meten 8-12,5 × 5-6,5  µm. Cystidia zijn aanwezig. In de hyfen zijn gespen aanwezig. Pleurocystidia zijn 50-90 × 12-22 µm, breed knotsvormig met een capitate of bijna capitate apex en wanden 2 tot 2,5 µm dik. Cheilocystidia en andere steriele cellen worden ook in wisselende hoeveelheden aangetroffen.

## Verspreiding
Inocybe hystrix komt voor Europa, Noord- en Midden-Amerika. In Noord-Amerika en Europa groeit het in loofbossen, vooral beuken. In Costa Rica wordt het gevonden in de Cordillera Talamanca, waar het associeert met Quercus costaricensis op een hoogte leeft van ongeveer 3000 meter.
De schubbige vezelkop komt in Nederland matig algemeen voor. Hij staat op de rode lijst in de categorie 'Kwetsbaar'.

## Foto's

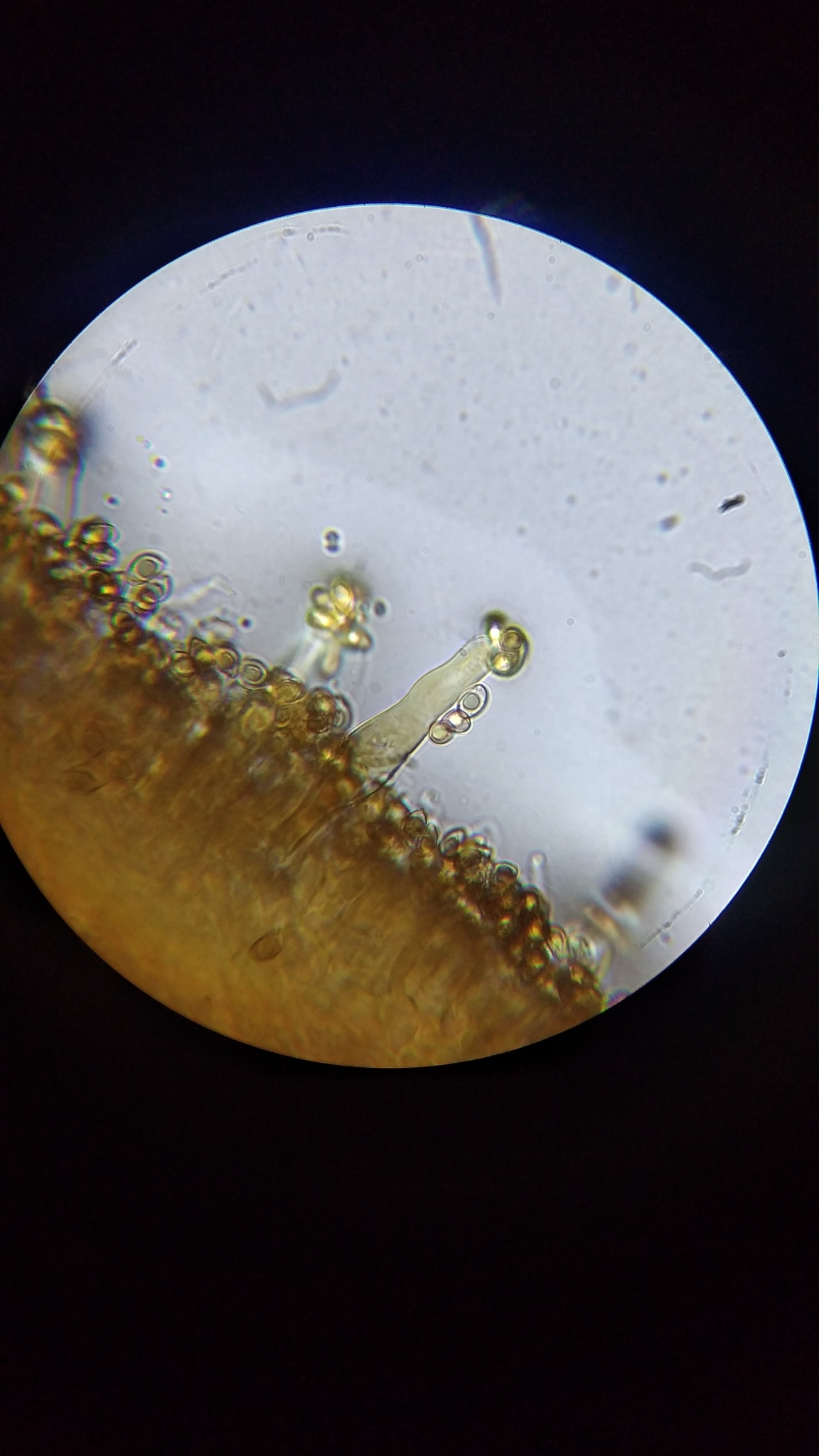
Cystidia
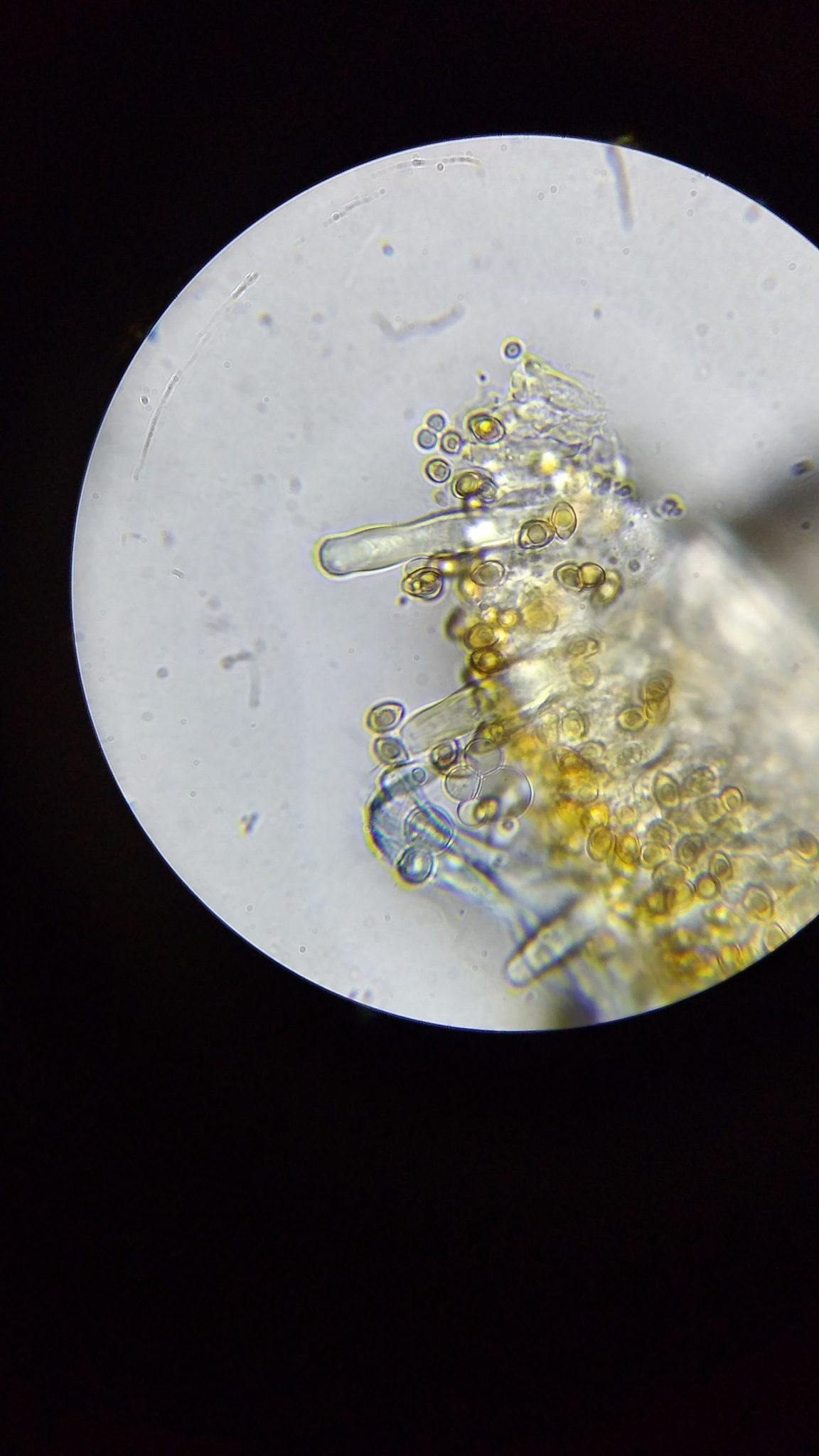
Cystidia
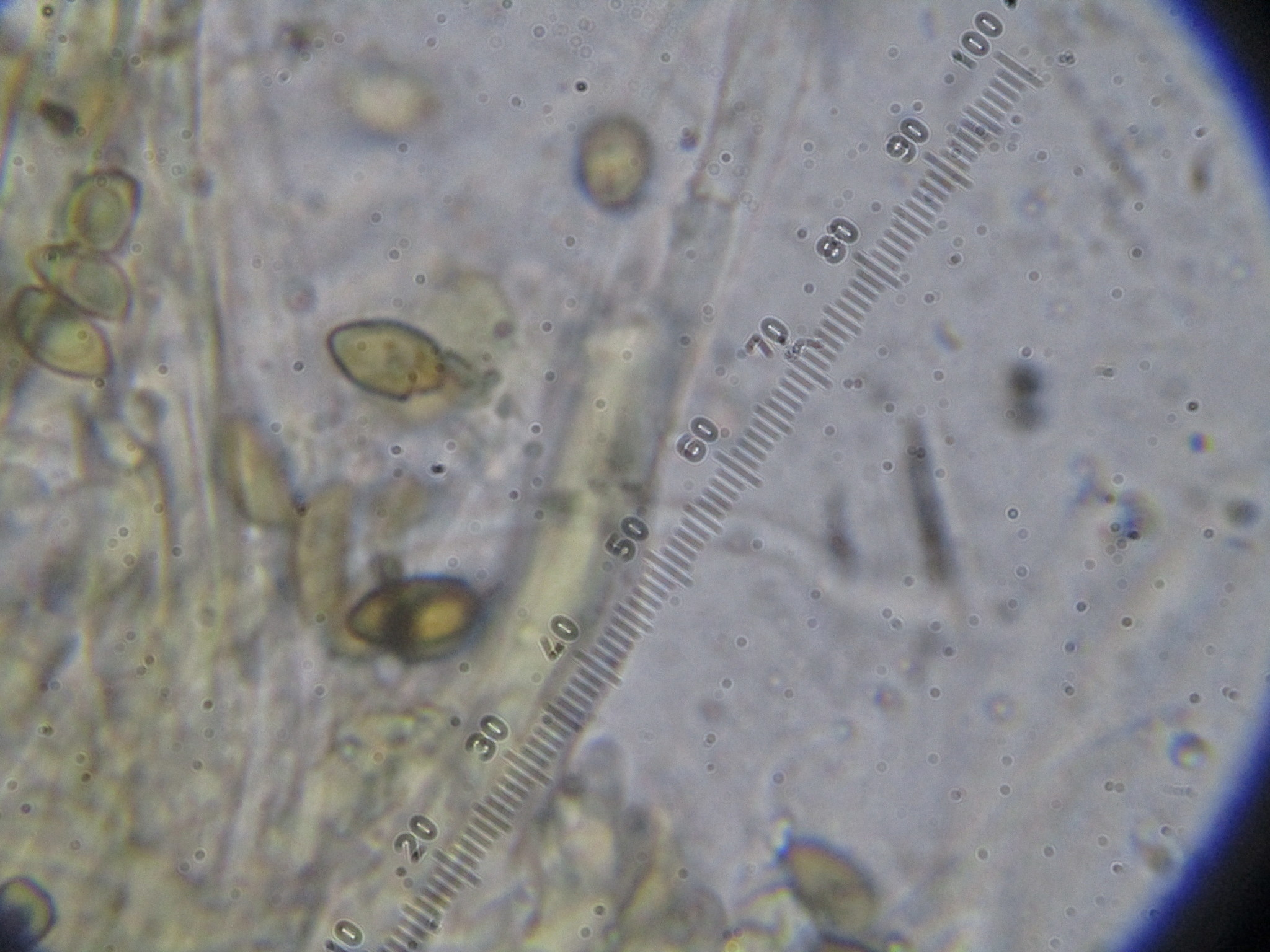
Sporen